# ألبين زولينجر
ألبين زولينجر (و. 1895 – 1941 م) هو كاتب، وشاعر سويسري، ولد في زيورخ، توفي في زيورخ، عن عمر يناهز 46 عاماً.

## روابط خارجية
- ألبين زولينجر على موقع الموسوعة البريطانية (الإنجليزية)